# Fagor (equipo ciclista español)
El equipo Fagor fue un equipo ciclista español que compitió entre 1966 y 1969. No se tiene que confundir con el equipo francés también llamado Fagor.
El 1970 se hace unir con el equipo Mercier-BP-Hutchinson, pasando a denominarse este Fagor-Mercier-Hutchinson.

## Corredor mejor clasificado en las Grandes Vueltas

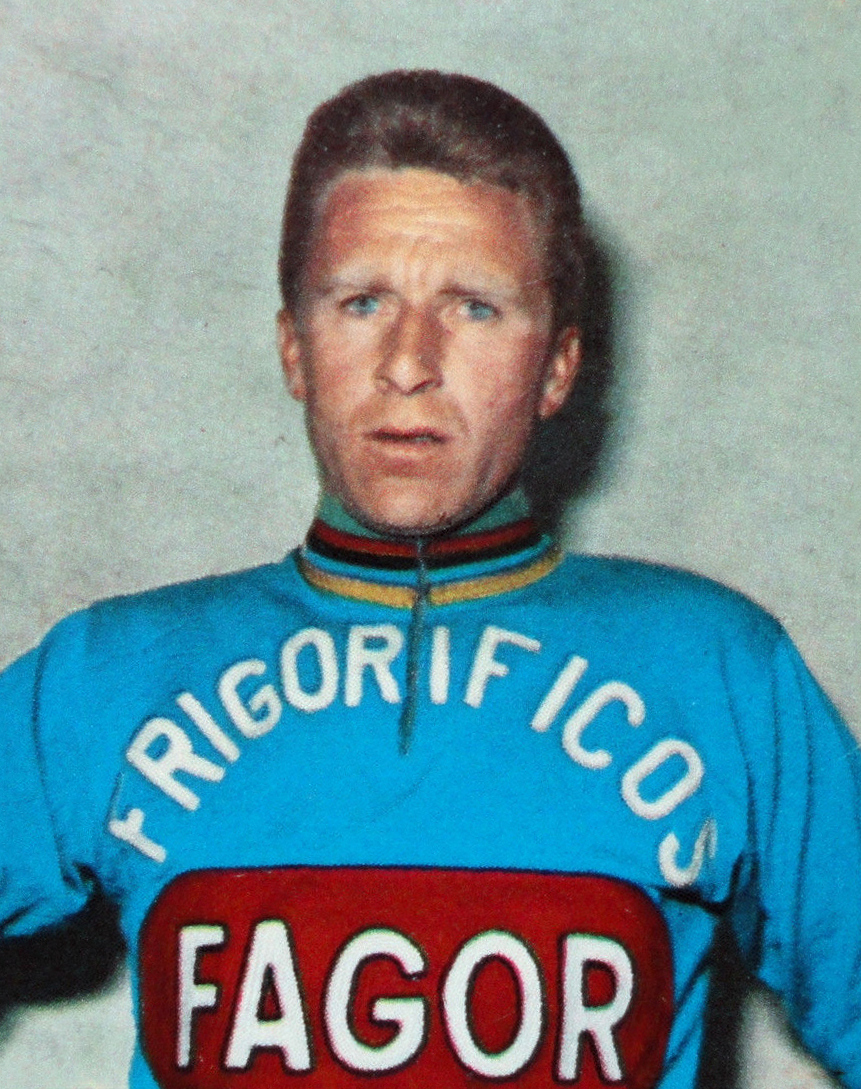
Patxi Gabica con el maillot de Fagor

| Año  | Giro de Italia   | Tour de Francia      | Vuelta a España   |
| ---- | ---------------- | -------------------- | ----------------- |
| 1966 | -                | 18.º Txomin Perurena | 4.º Luis Otaño    |
| 1967 | -                | -                    | 4.º Luis Otaño    |
| 1968 | 8.º Patxi Gabica | -                    | 3.º Eusebio Vélez |
| 1969 | -                | 11.º Joaquim Galera  | 2.º Luis Ocaña    |

## Principales resultados
- Semana Catalana: José Manuel López Rodríguez (1966), Domingo Perurena (1967), Mariano Díaz (1968), Luis Ocaña (1969)
- Vuelta a Andalucía: Jesús Aranzábal (1966), Ramón Mendiburu (1967)
- Vuelta a La Rioja: Gabino Ereñozaga (1967), Ramón Mendiburu (1968), Luis Ocaña (1969)
- Vuelta a Levante: Mariano Díaz (1968)
- Klasika Primavera: Eusebio Vélez (1968)
- Eibarko Bizikleta: José María Errandonea (1968)
- Volta a Cataluña: Mariano Díaz (1969)
- Gran Premio del Midi Libre: Luis Ocaña (1969)

### Grandes vueltas
- Vuelta a España
  - 4 participaciones (1966, 1967, 1968, 1969)
  - 15 victorias de etapa:
    - 4 el 1966: José María Errandonea, Ramón Mendiburu, Luis Otaño, Domingo Perurena
    - 2 el 1967: Domingo Perurena, Mariano Díaz
    - 3 el 1968: Domingo Perurena, José María Errandonea, Luis Pedro Santamarina
    - 6 el 1969: Luis Ocaña (3), Domingo Perurena, José Manuel López Rodríguez, Mariano Díaz

  - 0 clasificación final:
  - 3 clasificaciones secundarias:
    - Gran Premio de la montaña: Mariano Díaz (1967), Francisco Gabica (1968), Luis Ocaña (1969)

- Tour de Francia
  - 2 participaciones (1966, 1969)
  - 1 victorias de etapa:
    - 1 el 1966: Luis Otaño

  - 0 clasificaciones secundarias:

- Giro de Italia
  - 1 participaciones (1968)
  - 2 victoria de etapa:
    - 2 el 1968: José Antonio Momeñe, Luis Pedro Santamarina

  - 0 clasificaciones secundarias: